# Say Yes
«Di que Si» título original en inglés: «Say Yes» es el décimo segundo episodio de la séptima temporada de la serie de televisión de terror posapocalíptica The Walking Dead. Se estrenó el 5 de marzo de 2017 en Estados Unidos y Latinoamérica por las cadenas AMC y Fox Premium respectivamente. El 6 de marzo se estrenó en España también mediante el canal FOX. Matthew Negrete fue el guionista de este capítulo mientras que Greg Nicotero se encargó en dirigir el episodio.
Rick (Andrew Lincoln) y Michonne (Danai Gurira) van en busca de provisiones. De vuelta en Alexandría, Tara (Alanna Masterson) debe tomar una decisión moralmente desafiante.

## Argumento
Rick (Andrew Lincoln) y Michonne (Danai Gurira) salen de Alexandria en busca de armas para dárselos a los carroñeros para obtener su ayuda en la lucha contra los salvadores. Después de un día infructuoso, encuentran una feria ambulante abandonada detrás de una escuela; los terrenos están llenos de caminantes de muchos soldados militares aún equipados con sus armas. Escudriñan a la multitud desde el techo de la escuela, pero este se derrumba. Afortunadamente aterrizan en colchones dentro de la escuela vacía y descubren un suministro de raciones. Mientras se deleitan y se preparan para eliminar a los caminantes al día siguiente, Michonne alienta a Rick a hacerse cargo del nuevo orden mundial una vez que hayan derrotado a los salvadores, pero Rick no está seguro de esto.
Por la mañana, los dos comienzan a eliminar metódicamente a los caminantes. Mientras se separan para acabar con los rezagados, Rick ve un ciervo. Como debe un ciervo a Michonne por el que tuvo que entregar a los Salvadores antes, sube a la rueda de la fortuna para dispararle, pero la rueda se derrumba debajo de él y cae en una multitud de caminantes. Una Michonne horrorizada lo ve y, pensando que los caminantes lo están atacando, deja caer su katana. Rick se revela a sí mismo, escondiéndose debajo de una caja, y juntos limpian a los caminantes restantes. Rick le muestra que los caminantes estaban comiendo el venado que había visto. Recolectan las armas y regresan a Alejandría antes de partir para encontrarse con Jadis (Pollyanna McIntosh), la líder de los carroñeros. Ella dice que Rick no ha traído suficientes armas para cumplir con su trato. Frustrado, el grupo regresa a Alexandria. Tara (Alanna Masterson), que ha contemplado contarles a los demás sobre la bien armada comunidad de Oceanside, se reúne con Rick después de que regrese su grupo.
Mientras tanto, Rosita (Christian Serratos) se aventura por su cuenta, tratando de encontrar más armas, pero no tiene éxito. Se encuentra con el Padre Gabriel (Seth Gilliam) y expresa su deseo de matar a Negan incluso si muere en el intento. Gabriel advierte aquí que morir es la salida más fácil. Después de que Rick y los demás regresan de su reunión con los carroñeros, y sabiendo que todavía necesitan seguir buscando armas, Rosita viaja sola a la comunidad de Hilltop para encontrarse con Sasha (Sonequa Martin-Green), convenciéndola de unirse a su intento de asesinar a Negan con un rifle francotirador. Ambas reconocen que probablemente no sobrevivirán al intento.

## Producción
Los Actores Norman Reedus (Daryl Dixon), Melissa McBride (Carol Peletier), Chandler Riggs (Carl Grimes), Lauren Cohan (Maggie Rhee), Lennie James (Morgan Jones), Sonequa Martin-Green (Sasha Williams), Jeffrey Dean Morgan (Negan), Austin Amelio (Dwight), Ross Marquand (Aaron), Tom Payne (Paul "Jesús" Rovia) y Xander Berkeley (Gregory) no estuvieron presente en este episodio pero igual son acreditados.

## Recepción

### Recepción de Crítica
"Say Yes" recibió las respuestas positivas de los críticos. Rotten Tomatoes, se mantuvo al 78% con una media ponderada de 6.53 fuera de 10, basada en 32 comentarios. El sitio web se reúne: "Say Yes" caracteriza como un viaje familiar para Rick y Michonne lleno de sorpresas, a pocas risas, y algo de diversión y muy buena acción en la lucha contra los zombis.
Erik Kain de Forbes crítico el episodio, diciendo," Realmente un episodio bizarro. Probablemente la muestra más decepcionada de esta temporada desde que fue genuinamente disfrutada. "Dios Mio ese Venado."
El episodio obtuvo críticas negativas por los fanes debido al mal uso del CGI para el Venado.

## Audiencia
El episodio recibido a 4.7 índice de audiencia en la clave 18-49 demográfico, el bajo desde el sexto episodio de la temporada 3, "Hounded", con 10.16 millones de visualizadores.